# Pleazer
Pleazer è un singolo del rapper statunitense Tyga, pubblicato il 18 giugno 2015 su etichetta Last Kings.

## Tracce
1. Pleazer – 4:17